# 伊莉莎白·華哲利
伊莉莎白·華哲利（英文：Elizabeth Wagele，1939年—2017年）是一名美國藝術家，音樂家及作家，主要撰寫關於九型人格和邁爾斯-布里格斯性格分類法的書籍。

## 生涯
伊莉莎白·華哲利在英國猶他州鹽湖城長大，直到10歲時全家搬到加利福尼亞州伯克利。  她的大部分時間都在畫畫，彈鋼琴或小時候用洋娃娃編故事。 音樂在她的朋友和精神嚮導中扮演著重要的角色，尤其是巴哈，貝多芬，布拉姆斯，巴托克，以及其他古典和爵士作曲家。 伊莉莎白·華哲利是一位天才鋼琴家，主修音樂創作，並於1961年以優異的成績於加利福尼亞大學伯克利分校畢業。為撫養四個孩子，伊莉莎白·華哲利從1993年開始與朋友蕾妮·巴倫一起寫書。伊莉莎白·華哲利於2017年3月27日在加利福尼亞州伯克利去世。 她的丈夫，四個孩子和七個孫子倖存下來。

## 著作
在1994年，芮妮·巴倫和伊莉莎白·華哲利出版了一本面向普通大眾的有關九型人格的書 ：《九型人格一點通 》，該書已被翻譯成17種語言。 這本書在1994年被《舊金山紀事報》評為灣區優質平裝書榜中的暢銷書。
在1995年，伊莉莎白·華哲利撰寫了《父母的九型人格》 ，建議教師和父母使用九型人格來擴大他們對孩子的接受和理解。